# Fuerte
Fuerte je píseň kanadské popové zpěvačky-skladatelky Nelly Furtado. Píseň pochází z jejího pátého čtvrtého alba Mi Plan a také se nachází na remixové verzi tohoto alba. Produkce se ujal producent Salaam Remi.